# Státní znak Portugalska
Státní znak Portugalska, přijatý 30. června 1911 (spolu se státní vlajkou), je tvořen stříbrným štítem s červeným lemem, se sedmi zlatými hrady. Ve štítu je pět modrých štítků do kříže, na každém je pět stříbrných koulí do ondřejského kříže. Vše položeno na armilární sféru mezi dvěma olivovými ratolestmi, vše zlaté, spojenými dole zelenou a červenou stuhou.
Portugalský znak je výsledkem téměř tisíciletého vývoje. Hrabě Jindřich Portugalský měl (údajně!) ve štítě modrý kříž ve stříbře, vývoj se završil roku 1911 (po republikánské revoluci 1910). Stužky nesou barvy nové (republikánské) portugalské vlajky – červenou a zelenou (královské vlajky byly bílé, bílé s modrým okrajem a nakonec bílé s modrým svislým pruhem u žerdi).

## Historie

### Quinas
Po oficiálním uznání království Portugalského jako nezávislé země r. 1143 (prohlášena byla 1139), přibyly na „burgundskou vlajku“ stříbrné koule, symbolizující mince a právo monarchy je razit. Soudí se, že královský štít byl v bitvách poškozen, a že z původního kříže zbyly malé štítky. V takové podobě zdědil štít po svém otci, Afonsu Henriquesovi, král Sancho I. – bez kříže a s pěti štítky („quinas“ znamená něco jako „pětky“), které nesou stříbrňáky (stříbrné kotouče, koule, anglicky plates).Původně se mohlo jednat o kování štítu a mince se dají vykládat jako hřeby. Počet stříbrňáků v každém štítku snížil z jedenácti na pět král Sebastian I., a moderní interpretace je vykládají jako pět ran Kristových, ačkoli je to vysoce nepravděpodobné. Za vlády Alfonse III. (port. Afonso) přibyl červený lem se zlatými hrady (nikoli věžemi, jak uvádí některé zdroje). Počet hradů se pohyboval mezi osmi až dvanácti, Afonso IV. jej ustálil na dvanácti a Sebastian I. definitivně určil jejich počet na sedm. Měly snad představovat maurské hrady dobyté královstvím Portugalským za reconquisty. Původ je zřejmě kastilský, ale na rozdíl od španělských kastelů, které mají obvykle bránu modrou (otevřenou), portugalské hrady ji mají vždy malovanou zlatě (zavřenou). Jelikož byl Afonso III. druhým synem krále Afonsa II. Portugalského, nečekalo se, že by zdědil trůn, určený pro jeho staršího bratra, pozdějšího krále Sancha II. Jelikož byl druhým synem, erb Afonsa III. obsahoval jak erb otcovský tak i erb matky, Urraky Kastilské, takže kastilský lem štítu zdědil portugalský princ po rodičích (dle Siebmacheru díky manželce Beatrici Kastilské).

### Armilární sféra
Důležitým prvkem portugalské heraldiky od 15. století, je zjednodušený obraz armilární sféry či astrolábu, užívaný v portugalských koloniálních vlajkách, zvlášť v Brazílii. Šlo o navigační nástroj k výpočtu vzdáleností a symbolizuje důležitost Portugalska v období zámořských objevů a rozlehlost koloniální říše i za časů První republiky. Ačkoli bývá považována za republikánský prvek, nesla armilární sféru již vlajka Spojeného království Portugalska, Brazílie a Algarve (1816).

### Znak Portugalského království

#### Majestátní znak
Ve stříbrném poli s červeným lemem, v němž je sedm zlatých věží (Kastilie), je pět modrých štítků (1, 3, 1), každý s pěti stříbrnými koulemi (2, 1, 2, Portugalsko). Na štítě je zlatá přílba, kolem níž je zavěšen řád, a z jejíž koruny vyrůstá zelený drak s červenými křídly. Přikryvadla jsou vpravo modro-stříbrná, vlevo červeno-zlatá. Kolem štítu je zavěšen na zlatém řetězu klenot řádu sv. Benedikta z Avizu. Jako štítonoši (lze-li je tak nazvat) se vzpínají po obou stranách štítu draci, kteří drží mezi svými křídly praporec, vpravo stříbrný s pěti štítky, vlevo červený se sedmi zlatými věžemi. Kolem bývá často umístěn královský stan s korunou.

#### Původ portugalského znaku
O původu znaků se často vedou spory, a to je také případ portugalského znaku. K některým hypotézám: Paillot a Brianville například tvrdí: „Jindřich z Boulogne čili z Besanconu, první dědičný hrabě portugalský, užíval v erbu ve zlatém poli s červenou bordurou tři modrá břevna, posypaná liliemi, jichž užíval také Alfons Henriques, jeho syn, pokud byl jen hrabětem, a též ještě jako král, než roku 1039 v jedné bitvě přemohl pět maurských králů, a v důsledku toho přijal do erbu ve stříbře do kříže uspořádaných pět modrých štítků, každý s pěti stříbrnými koulemi do ondřejského kříže, ke cti pěti ran Našeho Pána, který se v den bitvy zjevil na obloze," – jiní píší, že tento nový erb byl přijat na paměť třiceti stříbrných, které měl přijmout Jidáš, když zradil svého Mistra, proto pět štítků s pěti stříbrňáky, což dohromady dává právě třicet (jak poznamenává autor tohoto dílu Siebmachera, k docílení toho počtu by se musel přičíst k 25 stříbrňákům také počet oněch štítků…). Další teorie je, že Alfons v bitvě dobyl šest maurských praporů, proto přijal šest štítů (pět štítků a šestý, na kterém jsou ostatní umístěny), nebo že v bitvě utržil pět smrtelných ran, a to za obranu víry.
Všechny tyto hypotézy jsou založeny na překonaných názorech o původu portugalského znaku, dle názoru autorů Siebmachera Ausserdeutsche Staatenwappen (M. Gritzner, A. M. Hildebrandt) žádný z autorů výše uvedených teorií neviděli nejstarší historické portugalské pečeti. Tuto možnost měl rusko-německý historik a heraldik Bernard von Köhne, který zveřejnil vyobrazení několika z nich na základě možnosti prohlédnout si originály ve státním archivu laskavostí královny Marie II. Tak tedy na pečetích krále Alfonse II. a jeho sestry Matyldy (kolem roku 1220) nejsou sice uvedené figury zcela zřetelné, je však jisté, že nenesou pět koulí a že se nejedná o štítky. Na trojúhelníkových štítech je pět figur, které ze všeho nejvíc připomínají pět hroznů bez stopek a listů (jde o dolů se zužující shluky kuliček). Střední směřují hrotem dolů, krajní dvě hrotem ke středu štítu. Dle Siebmacheru je nepochybné, že i tyto hrozny musely být modré ve stříbře. S uvedených hroznů se mohly časem vyvinout štítky s kuličkami – počet kuliček (rondelů, stříbrňáků) nebyl zdaleka ustálen, stejně jako jejich poloha). Na pečeti Alfonse III. (+1279) je pět štítků, uspořádaných jako „hrozny“ Alfonse II., na každém je však šest kuliček (hřebů – 2, 1, 2, 1), které by mohly symbolizovat zjednodušené hrozny. Na pečeti Jana I. (kolem r. 1385) je pět štítků, ale každý s deseti koulemi či bobulemi.
Na pečeti krále Dionýsa (Dinis, +1325) je pět štítků bez koulí, a všechny jsou vzpřímeny, kdežto pečeti princezny Konstancie, dcery krále Dionýsa, a vévody Alfonse z Albuquerque (kolem r. 1503), je ve čtyřech rozích štítu po pěti štítcích s „bobulemi“. Za krále Jana II. (1481–1495) a Manuela (1495–1521) jsou tyto sporné figury zobrazovány jako prázdné modré štítky.
Již pečeť Alfonse III. nesla kromě pěti štítků či hroznů také lem štítu se dvanácti kastely či budovami se třemi věžemi (tj. hrady). Jde o figury kastilského znaku a vždy se malovaly jako kastilské hrady – zlaté v červeném. Jisté je, že Alfons III. byl první, který jich na své pečeti užil a že jeho manželkou byla Beatrix Kastilská. Může se jednat o rozmnožení znaku, které přinesla Beatrix jako věno, nebo šlo o čistou galantnost Alfonsovu. Spojování dvou erbů formou lemu štítu je v hispánské i portugalské heraldice obvyklá.
Znak v (upravené) podobě před nástupem Alfonse III., tj. bez kastilského lemu, bývá nazýván erbem "starého Portugalska" a často se jej užívá v městských znacích Portugalska (například Beja, Faro, Porto, Coimbra).
Za vlády krále Jana II. byl převzat zvyk zdobit královské znaky korunami. Zprvu se jednalo o otevřené obroučky, zdobené hroty ve tvaru lilií nebo listů („otevřené“ královské koruny). Janův štít nese také tu zvláštnost, že řádový kříž Avizský (zelený liliový kříž) není umístěn pod štít, ale „mezi“ znak „starého“ Portugalska a kastilský lem tak, že do lemu zasahují pouze liliovité konce ramen kříže. Jakoby bordura byla zadním štítem. Manuelův štít se liší od předchozího tím, že řádový kříž opět mizí a všechny štítky jsou „vzpřímené“, tj. tak, jak jsou ve znaku dnes. V Janově štítu byly boční štítky obráceny do středu, „leží“. Kromě toho není ani na jednom z těchto dvou znaků ani stopy po koulích ve štítcích.
V Siebmacheru na tabuli 51 představeny dva štíty podle pečetí Konstancie a vévody Alfonse, jež jsou pro portugalskou heraldiku zvláště zajímavé, protože namísto obvyklého spojování portugalských štítků (znaku „starého Portugalska“) a kastilských hradů formou lemu štítu tyto spojují formou kříže, jež nese hrady (dle Siebmacheru „věže“) ve štítovém poli s portugalskými štítky v rozích. Oba znaky jsou převzaty z pečetí a autoři neznali jejich barevné vyobrazení. Dovozovali však, že ani zlaté hrady ve stříbře ani modré štítky v červené nejsou v souladu s heraldickými pravidly, takže dle jejich názoru byla přehozena také barva hlavního pole a lemu (tedy dovozují, že štít byl stříbrný a kříž červený). Ani počet kastelů nebyl přesně stanoven. Infantka Konstancie (Constança) jich má ve znaku devět, Alfons pět, královna Isabella jich má na lemu štítu rovných dvanáct, jsou také známy příklady s deseti nebo sedmi kastely.
Znak infantky Konstacie i Alfonse (Sanchese) s quinas v rozích a s kastilskými hrady na kříži je zveřejněn na stránkách Heráldica Real Portuguesa.